# Apogon pleuron
Apogon pleuron är en fiskart som beskrevs av John Fraser 2005. Apogon pleuron ingår i släktet Apogon och familjen Apogonidae. Inga underarter finns listade i Catalogue of Life.